# Tachina sibirica
Tachina sibirica är en tvåvingeart som beskrevs av Kolomiets 1984. Tachina sibirica ingår i släktet Tachina och familjen parasitflugor. Inga underarter finns listade i Catalogue of Life.